# Верховний жрець Птаха

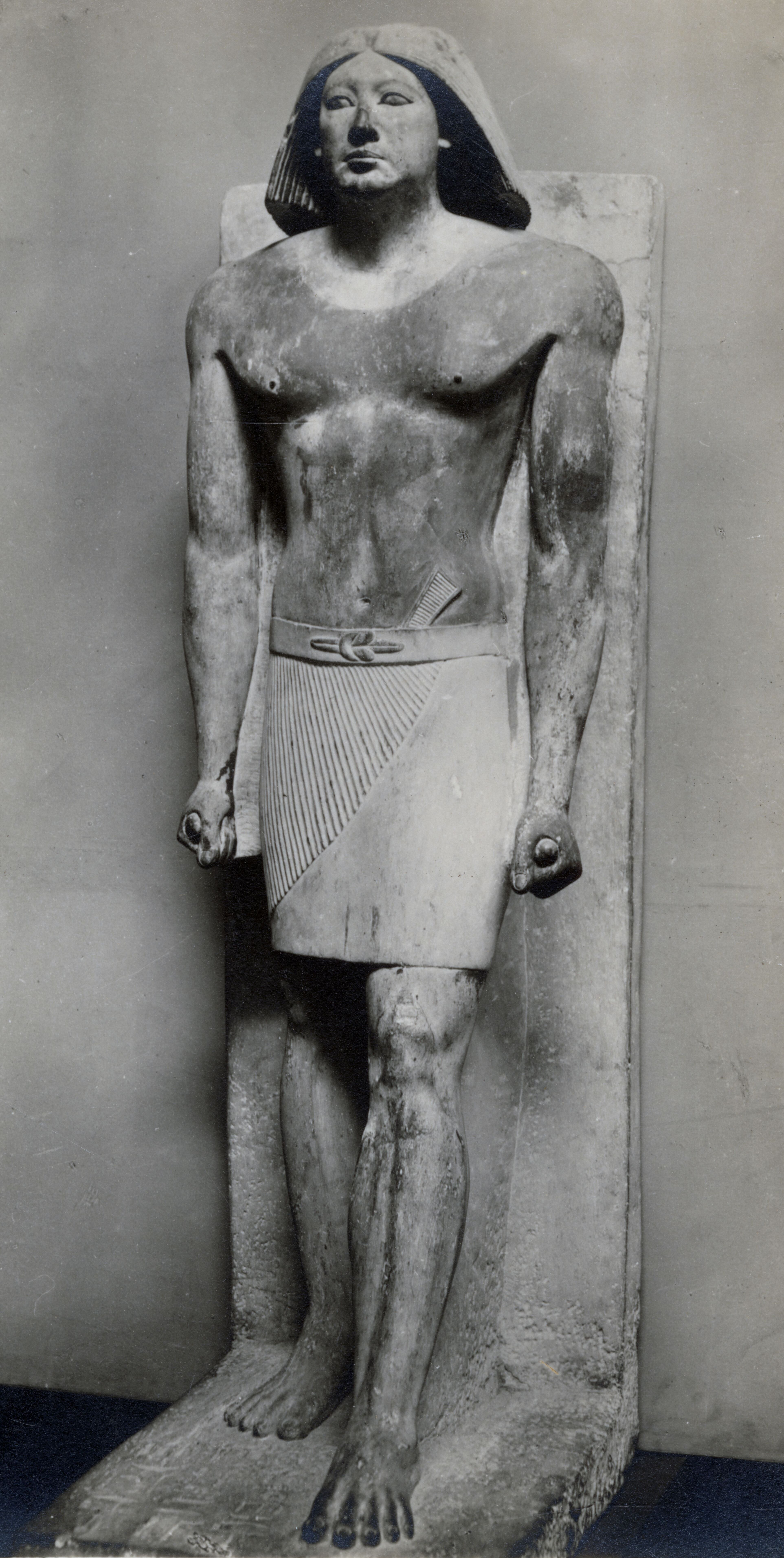
Статуя Ранефера, верховного жерця

Верховний жрець Птаха (ур херепу хенмут Пта) — вищий титул серед жерців давньоєгипетського бога Птаха, резиденція якого перебувала в місті Мемфісі. Носив титул «верховний керівник майстрів в подвійному будинку великого палацу Птаха». Був найвпливоішим жерцем разом з верховними жерцями Амона у Фівах, Ра в Гієрополісі.
Позначався ієрогліфами:
| G36 · r | x | r | p | D40 | Z3 | U24 | w | t | A1 | Z3 |

,
скорочено:
| G36 | S42 | U24 |

## Характеристика
Мешкав у храмі Птаха, який водночас було присвячено його дружині Sekhmet і їх сина Нефертум. Жерці цього божества з'являються в період Давнього царства. Верховні Жерці Птаха згадуються в написах, починаючи, принаймні, IV династії. У гробниці вельможі Дебхен, наприклад, є опис візиту фараона Мікеріна на будівельний майданчик для своєї піраміди. Тут його супроводжують флотоводець і 2 жерця Птаха.
Спочатку існувало два верховних жерця. Це тривало до часу панування фараона Пепі I (VI династія), коли запроваджено єдиного верховного жерця Птаха. Першим став носити цей титул став Сабу III. Про це згадується в мастабі чиновника Джабаусокара в Саккарі. До часів правління Рамсеса II храмовий комплекс верховного жерця Птаха був найбільшим в Стародавньому Єгипті.
Відігравав важливу політичну роль, часто суміщали з посадами суддів, чаті, скарбників. З часів Нового царства посаду обіймав син правлячого фараона. За часів Пізнього царства ситуація змінилося: тоді цю посаду отримували представники вищої аристократії. В елліністичний період верховні жерці Птаха залишалися впливовими політиками. Багато з них були родичами династії Птолемеїв.

## Обов'язки
Верховний жрець здійснював щоденне поклоніння Птаху в своєму великому храмі. Водночас здійснював адміністративні функцій в різних святилищах в Мемфісі, в його області та на західному березі Нілу (де розташовувався великий некрополь). Йому підкорялися ремісники в численних копальнях у Нижньому Єгипті, а також численні маєтності бога Птаха.
Цей жрець головував на церемонії хеб-сед. Крім того, брав участь у найважніших церемоніях, супроводжував фараона під час великих свят держави. В низки випадків очолював церемонію сходження на трон фараона в центрі храму Птаха.
Носив велике намисто з дорогоцінних металів з геометричною формою з одного кінця прикрашене головою шакала з обома руками піднятими лапами на знак поклоніння, з іншого — головою сокола.

## Перелік

### Давнє царство
- Птахдуауу (XXV ст. до н.е)
- Сетжу (XXV ст. до н. е.)
- Птахшепсес I (XXV ст. до н. е.), також жрець бога Ра та чаті
- Ранефер (XXV ст. до н. е.)
- Птахшепсес II (XXV ст. до н. е.)
- Канефер (XXV ст. до н. е.)
- Кхуіптах (XXV ст. до н. е.)
- Неферефраанх Анхнеферефра (XXV ст. до н. е.)
- Птахшепсес III (кін. XXV—1-я пол. XXIV ст. до н.е)
- Сабу I Кем (XXIV ст. до н. е.)
- Сабу II Ібебі (XXIV ст. до н. е.)
- Птахшепсес IV (XXIV ст. до н. е.)
- Сабу III Тжеті (кін. XXIV—1-я пол. XXIII ст. до н. е.) — перший носій об'єднаного титулу
- Птахшепсес V Імпі (XXIII ст. до н. е.)

### Перший перехідний період
- Анху (бл. 2170—2025/2020 роки до н. е.)

### Середнє царство
- Птахемхеб (бл. 2046—1959 роки до н. е.)
- Сенусертанх (бл. 1956—1875 роки до н. е.), також царський архітектор, «писар архівів бога», «настоятель Будинку життя», «голова Великого Будинку».
- Сехотепібраанх I (після. 1875 року до н.е)
- Хакораанх (XIX ст. до н. е.)
- Небкаураанх (XIX ст. до н. е.)
- Уахет (XIX ст. до н. е.)
- Сехотепі браанх II Неджем (XIX ст. до н. е.)
- Небпу (XIX ст. до н. е.)
- Сехотепібраанх III Схері (XIX ст. до н. е.)
- Імпі I (XVIII ст. до н. е.)

### Другий перехідний період
- Сержем (XVIII ст. до н. е.)
- Імпі II (кін. XVIII — поч. XVII ст. до н. е.)
- Сенебуї (поч. XVII ст. до н. е.)
- Себекхотеп Хаку (XVII ст. до н. е.)
- Птахемхат I (кін. XVII — поч. XVI ст. до н. е.)

### Нове царство
- Птахемред (кін. XVI року до н. е.)
- Птахмос I (2-я чв. XV ст. до н. е.), також скарбник фараона, чаті Нижнього Єгипту
- Сеннефер (2-я пол. XV ст. до н. е.)
- Птахмос II (поч. XIV ст. до н. е.), також скарбник фараона, голова жерців Верхнього и Нижнього Єгипту
- Пенбенебес (XIV ст. до н. е.)
- Уермер (XIV ст. до н. е.)
- Джехутімесу (XIV ст. до н. е.), також голова жерців Верхнього и Нижнього Єгипту
- Птахмос III (XIV ст. до н. е.), також чаті
- Пахемнетжер I (XIV ст. до н. е.)
- Птахемхат II Ті (XIV ст. до н. е.), також обіймав посаду «Очі царя у Верхньому Єгипті і вуха царя в Нижньому Єгипті»
- Меріптах (XIV ст. до н. е.), скарбник фараона, голова судової колегії фараона
- Сокаремсаф (поч. XIII ст. до н. е.)
- Неджеруіхотеп (поч. XIII ст. до н. е.)
- Ірі-Ірі (сер. XIII ст. до н. е.)
- Уї (бл. 1277—1259 роки до н. е.)
- Пахемнеджер II (бл. 1259—1244 роки до н. е.)
- Дідіа (бл. 1244—1234 роки до н. е.)
- Хаемуасет I (бл. 1234—1224 роки до н. е.)
- Рахотеп II (після 1224 року до н. е.), також Верховний жрець Ра, чаті
- Неферренпет I (бл. 1223—1214/1213 роки до н. е.), також чаті, голова жерців Верхнього і Нижнього Єгипту
- Хорі I (бл. 1214/1213—1203 роки до н. е.)
- Пахемнеджер III, також скарбник фараона
- Ірі, також Верховний жрець Осіріса
- Птахемхат III (XII ст. до н. е.)
- Хаемуасет II (2-а пол. XII ст. до н. е.)
- Неферренпет II (кін. XII ст. до н. е.)

### Третій перехідний період
- Птахемхат IV (поч. XI ст. до н. е.)
- Ашакхет I (бл. 1062—1047 роки до н. е.)
- Піпі I (бл. 1047—1027 роки до н. е.)
- Харсієс I (бл. 1027—1017 року до н. е.)
- Піпі II (кін. XI— поч. X ст. до н. е.)
- Ашакхет II (2-я чв. X ст. до н. е.)
- Анхефенсехмет I (1-а пол. X ст. до н. е.)
- Шедсу-Нефертум (2-а пол. X ст. до н. е.)
- Шешонк I (бл. 920—895 року до н. е.)
- Осоркон (бл. 895—870 року до н. е.)
- Шешонк II (870—851 року до н. е.)
- Меренптах (бл. 851—830 року до н. е.)
- Такелот (бл. 830—810 року до н. е.)
- Падіесет (бл. 810—770 року до н. е.)
- Пефтжауауібастет (бл. 790—780 років до н. е.)
- Харсієс II (бл. 770—760 років до н. е.)
- Анхефенсехмет II (бл. 760—740 років до н. е.)
- Тефнахт (бл. 730—727 роки до н. е.)

### Пізнє царство
- Педіпеп (сер. VII ст. до н. е.)
- Пефтеуемауібасте (кін. VII ст. до н. е.)
- Падінеітх (VI ст. до н. е.)

### Держава Птолемеїв
- Несісті-Петубастіс (III ст. до н. е.)
- Петубастіс I (III ст. до н. е.)
- Анемгор II (III ст. до н. е.)
- Джедгор (III ст. до н. е.)
- Горемахет (бл. 223—194/193 року до н. е.)
- Несісті (бл. 194/193—180 року до н. е.)
- Петубастіс II (180-після 145 року до н. е.)
- Пшеренптах I (кін. II ст. до н. е.)
- Пшеренптах II (д/н—103 рік до н. е.)
- Петубастіс III (103-76 роки до н. е.)
- Пшеренптах III (76-40 роки до н. е.)
- Петубастіс IV (40—30 рік до н. е.)

### Римський період
- Пшеренамон I (30—27 рік до н. е.)
- Пшеренамон II (27—23 рік до н.е)
- припено ведення записів Верховних жерців Птаха